# Adolph Bachmeier
Adolph Bachmeier (Mihail Kogălniceanu; 13 de octubre de 1937-Des Plaines; 21 de julio de 2016) fue un futbolista estadounidense nacido en Rumania. Fue incluido en el Salón de la Fama del Fútbol Nacional en 2002.

## Trayectoria
Después de jugar para Chicago Schwaber y los Chicago Kickers, se mudó a los Chicago Mustangs en la temporada de 1968, alcanzando el segundo lugar en la División de los Lagos. Al año siguiente regresó a los Chicago Kickers.

## Selección nacional
Jugó quince juegos con la selección de Estados Unidos y marcó un gol. Hizo su debut el 28 de mayo de 1959 contra Inglaterra en un partido amistoso.

## Clubes
| Club                      | País           | Año       |
| ------------------------- | -------------- | --------- |
| Chicago Kickers           | Estados Unidos | 1959-1971 |
| Chicago Mustangs (cesión) | Estados Unidos | 1968      |